# تخت سليمان
يقع تخت سلیمان الأثري شمال غرب إيران في وادٍ وسط منطقة جبلية بركانية، ويشمل الموقعُ المزارَ الزرادشتي الأساسي الذي أعيد بناؤه جزئيًا في حقبة الإيلخانيين (المغول) في القرن الثالث عشر، بالإضافة إلى معبد مخصص لـ«أناهيتا» يعود إلى الحقبة الساسانية في القرنين السادس والسابع. وللموقع قيمة رمزية هامة. فتصميم معبد النار والقصر والترتيب العام للموقع تأثير شديد على تطور الهندسة المعمارية الإسلامية 

## تاريخ
كان تخت سليمان قلعة رائعةً للوعاظ الإيرانيين القدامى الذين كانوا يدعون ب«المغ» وسلطتهم كانت إبان عهدي الأشكانيين والساسانيين، ودُمر هذا المعلم التاريخي إثر الهجمات المتتالية التي شنها الروم والعرب والمغول عليه. وقد بنيت القلعة حول بحيرة وأحيطت بسياج من الصخور. وكانت تمتد بشكلها البيضوي حوالي 400 متر إلى الجنوب و200 متر إلى الغرب.
يعتقد المؤرخون أن إباكا خان -الحاكم المغولي وحفيد جنگيز خان- اعتنق الدين الإسلامي بعد غزوه لإيران وبنى مسجدًا فوق هذه القلعة التي تهدمت في وقت لاحق. أما العمود الموجود في مدخل القلعة، والبالغ طوله سبعة أمتار، فكان يستعمل كصالة لخسرو برويز ولم يتبق من الأعمدة سوى واحد. وقبل حوالي عشرين عاماً وضعت حول العمود سقالات لكي تحول دون خراب أكثر وتمنع سقوطه. ويشاهَد على أماكن عديدة من العمود بصورة واضحة آثار ترميمات قديمة.